# Csurgói KK
Csurgói Kézilabda Klub er en ungarsk håndboldklub fra byen Csurgó, som spiller i den ungarske håndboldliga, ved navn Nemzeti Bajnokság I, hvor holdet i sæsonen 2012-13 kom på tredjeplads og vandt bronze. Klubben har kun et herrehold, intet damehold, og har ikke haft det siden, at klubben blev grundlagt i 1920. Lige nu ligger klubben på en tredjeplads med 27 point ud af 16 kampe, hvoraf klubben har vundet 13 af dem. Foruden et herrehold har klubben også et juniorherrehold.
Csurgói KK's præsident er János Varga, mens Erdélyi Péter er administrerende direktør og Imre Vilmos er cheftræner. Foruden Imre Vilmos har herreholdet også en assistenttræner og en massør. Mange flere arbejder også i klubben foruden spillerne, hvor der hos dem kan nævnes navne som Piotr Wyszomirski fra Polen og Gábor Grebenár fra Ungarn.

## Historie
Csurgói KK blev oprettet i 1920 som den lokale håndboldklub i byen Csurgó i Ungarn. Der blev oprettet et herrehold, men der har aldrig været et damehold. Klubben har siden sin begyndelse spillet de fleste af sine år i den ungarske førsteliga, men har også haft nedture i Ungarns andenliga. De har i de seneste år blomstret og er begyndt at spille blandt de bedste, hvor de nu også har fået spillere mange nye og gode spillere ind som Piotr Wyszomirski og Barys Pukhouski. Klubben beviste i sidste sæson, at de var blevet et tophold, da de kom på en tredjeplads.

## Bedrifter
Først i den seneste tid er Csurgó KK blevet et tophold, og det kun blandt de andre ungarske klupper i Nemzeti Bajnokság I. I sidste sæson 2012-13. I denne sæson ligger de i øjeblikket også på en tæt tredjeplads bag Pick Szeged og MKB-MVM Vészprem. Efter at have ligget i B-ligaen nogle sæsoner vandt klubben i 2008 Nemzeti Bajnokság I/B og rykkede derfor op.

## Aktuel trup
Den aktuelle trup for Csurgói KK i sæsonen 2013-14 står nedenfølgende. Klubben er blevet bedre på det seneste og fået bedre spillere, hvor der i en artikel står "Wyszomirski forlænger, Pukhouski kommer". Holdet ligger i øjeblikket på en tredjeplads.
| Nr.      | Nr.                            | Land                   | Fødselsdato | Position     |          |
| Spillere | Spillere                       | Spillere               | Spillere    | Spillere     | Spillere |
| -------- | ------------------------------ | ---------------------- | ----------- | ------------ | -------- |
| 16       | Piotr Wyszomirski              | Polen                  | 6-1-1988    | Målmand      |          |
| 29       | Péter Pallag                   | Ungarn                 | 5-22-1990   | Målmand      |          |
| 88       | Alberto Garcia Aguirrezabalaga | Spanien                | 1-12-1988   | Fløj         |          |
| 23       | Ádám Országh                   | Ungarn                 | 21-1-1980   | Fløj         |          |
| 2        | Gábor Herbert                  | Ungarn                 | 6-2-1979    | Stregspiller |          |
| 20       | Bálint Pordán                  | Ungarn                 | 12-10-1988  | Stregspiller |          |
| 28       | Szabolcs Szöllösi              | Ungarn                 | 28-1-1989   | Stregspiller |          |
| 10       | Barys Pukhouski                | Hviderusland           | 3-1-1987    | Playmaker    |          |
| 22       | Gábriel Vadkerti               | Slovakiet              | 4-1-1985    | Playmaker    |          |
| 15       | Tamás Borsos                   | Ungarn                 | 13-6-1990   | Back         |          |
| 8        | Gábor Grebenár                 | Ungarn                 | 17-8-1984   | Back         |          |
| 21       | Ákos Lele                      | Ungarn                 | 24-3-1988   | Back         |          |
| 17       | Gábor Oláh                     | Ungarn                 | 21-1-1980   | Back         |          |
| 33       | Kosta Savic                    | Bosnien og Hercegovina | 15-12-1987  | Back         |          |